# Pilocarpine
Pilocarpine is een alkaloïde, afkomstig uit de bladeren van de planten behorende tot het geslacht van de Pilocarpus (familie Rutaceae). Pilocarpine behoort tot de groep van cholinergica of parasympathicomimetica.
De stof is opgenomen in de lijst van essentiële geneesmiddelen van de WHO.

## Indicaties
- In de mondheelkunde wordt het gebruikt om Xerostomie (drogemondsyndroom) te verhelpen, vooral wanneer de droge mond het gevolg is van het syndroom van Sjögren of na bestraling van hoofd- en halsgebied. Het medicament stimuleert de speekselproductie ter hoogte van de speekselklieren. De meest voorkomende bijwerking is transpiratie.[1]
- In de oogheelkunde wordt het gebruikt als oogboldrukverlagend geneesmiddel tegen glaucoom. Het veroorzaakt een sterke vernauwing van de pupil, waardoor de kamerhoek, waar de afvoer van kamervocht plaatsvindt, wordt opengetrokken.
- Het wordt gebruikt om het zweten in te zetten, bij de zweettest. Aan de hand van de zweettest kan de diagnose van mucoviscidose worden bevestigd of uitgesloten.